# Hakuun Yasutani
Hakuun Yasutani (安谷 白雲, Yasutani Haku’un, 1885 - 8 mars 1973) est un enseignant du bouddhisme zen, plus particulièrement de la branche Sōtō qui a eu une forte influence en Occident.

## Biographie
Né au Japon, Hakuun Yasutani entre dans un temple zen à l'âge de treize ans. Parallèlement à cela, il suit une école pour devenir instituteur et enseigne au niveau primaire. À l'âge de trente ans, il se marie. Il élèvera cinq enfants, avant de se tourner vers une vie de moine Sôtô. Mais bientôt il quitte cette vie familiale pour se consacrer entièrement à sa tâche de moine bouddhiste Sôtô et à l'enseignement du zen aux laïcs. En 1954, il fonde l'Association des Trois Joyaux, qui prendra ses distances de l'école Sôtô et jouera un rôle important dans la conception du zen en Occident.
En 1962, Yasutani se rend aux États-Unis pour y apporter le zen. Il y aura pour disciple Philip Kapleau (en), qui jouera un rôle important dans l'acclimatation du zen dans ce pays, entre autres avec son livre Les trois piliers du zen, ouvrage largement basé sur les enseignements de Yasutani. Ce dernier enseigne durant sept ans le zen aux USA. Bien qu'il eût prévu de s'y installer de façon permanente, les autorités refusent  de lui accorder un visa permanent, du fait qu'il est porteur de la tuberculose. 
Au cours de ses dernières années, Yasutani voyage régulièrement aux États-Unis et en Inde pour y enseigner le zen hors d'un contexte monastique.
Il meurt à Kamakura, au Japon, en 1973.

## Antisémitisme
L’historien Brian Victoria (en) a reproché à Yatsuni d'avoir fait preuve d'antisémitisme, soulignant par ailleurs que Hakuun Yasutani a été « l'un des rares maîtres zen à intégrer un antisémitisme virulent dans sa position en faveur de la guerre ». Mais citant par ailleurs Yasutani à propos de sa position sur les Juifs, Victoria relève que l'antisémitisme dont il fait preuve « illustre  le rôle social réactionnaire que le zen et les institutions bouddhiques dans leur ensemble ont joué au Japon à partir de la restauration Meiji (1868), si ce n'est avant. » Voici une citation, tirée de  l'ouvrage de Yasutani intitulé Dōgen Zenji to Shūshōgi (« Maître Dôgen et le Shūshōgi » [Traité de l’illumination]), datant de 1943 : 

« Nous devons savoir que les Juifs ont des enseignements démoniaques, affirmant par exemple [l'existence de] l'égalité dans le monde phénoménal, troublant ainsi l'ordre public dans notre société nationale et détruisant l'autorité [du gouvernement]. Qui plus est, ces conspirateurs démoniaques nourrissent l'illusion profondément ancrée et la croyance aveugle que, en ce qui concerne la nature essentielle des êtres humains, il existe une différence entre le supérieur et l'inférieur. Ils sont victimes de l'illusion qu'eux seuls ont été choisis par Dieu et qu'ils constituent donc un peuple exceptionnellement supérieur. Tout cela les a conduits à nourrir le perfide dessein d'exercer leur emprise et leur domination sur le monde entier, ce qui a provoqué les grands troubles qu'on connaît aujourd'hui. Il faut dénoncer cet exemple extrême de fléau résultant d'une croyance superstitieuse et d'une illusion profondément enracinée. »

Le livre de Philip Kapleau, Les trois piliers du zen, permet de découvrir une partie de ses enseignements sur le zen et sur zazen.

### Publications
- (en) Flowers Fall. A Commentary on Zen Master Dôgen's Genjôkôan  (préf. par Taizan Maezumi), Boston, Shambala, 1996, xxxvi + 133 p. (ISBN 978-1-570-62674-6)
- (ja) Dōgen Zenji to Shūshōgi (道元禅師と修證義), Tōkyō, Fujishobō,‎ 1943